# Iván Crespo
Iván Crespo Secunza (Santander, 10 de diciembre de 1984) es un futbolista español que juega en la posición de guardameta en la Gimnástica de Torrelavega de la Segunda Federación.

## Trayectoria
Iván Crespo es oriundo de Viveda (Santillana del Mar). Comenzó a jugar en el C. D. Tropezón y siguió su carrera en Real Murcia B, Águilas C. F., Lorca Atlético C. F., Lucena C. F., para volver al C. D. Tropezón en 2008. En el verano de 2009 fichó por la Gimnástica de Torrelavega. El 5 de julio de 2012 fue presentado como jugador del Club Deportivo Mirandés. La temporada 2013-2014 jugó en el Deportivo Alavés. En el verano de 2014 fichó por el Real Murcia Club de Fútbol por una temporada. El 17 de junio de 2015 se hacía oficial su fichaje por el Lleida Esportiu, firmando por dos temporadas. En verano de 2016 fichó por el Racing de Santander, el equipo de su ciudad natal, en la capital cántabra se consolidaría en la portería racinguista. En junio de 2019 el equipo ascendió a Segunda División siendo el guardameta uno de los hombres clave en la temporada del club.[cita requerida]
La temporada 2021-22 defendió la portería del Algeciras C. F. y en julio de 2022 fichó por el Sestao River Club.

## Clubes
Actualizado al último partido disputado el 9 de marzo de 2025.
| Águilas C. F. · España             | 2.ª B         | 2006-07       | 4   | -5   | 0 | –  | –   | – | 4   | -5   | 0 |
| Águilas C. F. · España             | Total club    | Total club    | 4   | -5   | 0 | –  | –   | – | 4   | -5   | 0 |
| Lucena C. F. · España              | 2.ª B         | 2007-08       | 2   | -2   | 0 | –  | –   | – | 2   | -2   | 0 |
| Lucena C. F. · España              | Total club    | Total club    | 2   | -2   | 0 | –  | –   | – | 2   | -2   | 0 |
| Gimnástica de Torrelavega · España | 2.ª B         | 2009-10       | 37  | -33  | 0 | 1  | -3  | 0 | 38  | -36  | 0 |
| Gimnástica de Torrelavega · España | 2.ª B         | 2010-11       | 36  | -33  | 0 | –  | –   | – | 36  | -33  | 0 |
| Gimnástica de Torrelavega · España | 2.ª B         | 2011-12       | 37  | -48  | 0 | –  | –   | – | 37  | -48  | 0 |
| Gimnástica de Torrelavega · España | Total club    | Total club    | 110 | -114 | 0 | 1  | -3  | 0 | 111 | -117 | 0 |
| C. D. Mirandés · España            | 2.ª B         | 2012-13       | 20  | -11  | 0 | 2  | -2  | 0 | 22  | -13  | 0 |
| C. D. Mirandés · España            | Total club    | Total club    | 20  | -11  | 0 | 2  | -2  | 0 | 22  | -13  | 0 |
| Deportivo Alavés · España          | 2.ª           | 2013-14       | 12  | -12  | 0 | 2  | -4  | 0 | 14  | -16  | 0 |
| Deportivo Alavés · España          | Total club    | Total club    | 12  | -12  | 0 | 2  | -4  | 0 | 14  | -16  | 0 |
| Real Murcia C. F. · España         | 2.ª B         | 2014-15       | 20  | -13  | 0 | 1  | -2  | 0 | 21  | -15  | 0 |
| Real Murcia C. F. · España         | Total club    | Total club    | 20  | -13  | 0 | 1  | -2  | 0 | 21  | -15  | 0 |
| Lleida Esportiu · España           | 2.ª B         | 2015-16       | 42  | -22  | 0 | 1  | -2  | 0 | 43  | -24  | 0 |
| Lleida Esportiu · España           | Total club    | Total club    | 42  | -22  | 0 | 1  | -2  | 0 | 43  | -24  | 0 |
| Racing de Santander · España       | 2.ª B         | 2016-17       | 42  | -27  | 0 | –  | –   | – | 42  | -27  | 0 |
| Racing de Santander · España       | 2.ª B         | 2017-18       | 37  | -32  | 0 | –  | –   | – | 37  | -32  | 0 |
| Racing de Santander · España       | 2.ª B         | 2018-19       | 40  | -25  | 0 | 5  | -5  | 0 | 45  | -30  | 0 |
| Racing de Santander · España       | 2.ª           | 2019-20       | 6   | -9   | 0 | 1  | -1  | 0 | 7   | -10  | 0 |
| Racing de Santander · España       | 2.ª B         | 2020-21       | 12  | -15  | 0 | –  | –   | – | 12  | -15  | 0 |
| Racing de Santander · España       | Total club    | Total club    | 137 | -108 | 0 | 6  | -6  | 0 | 143 | -114 | 0 |
| Algeciras C. F. · España           | 1.ª RFEF      | 2021-22       | 24  | -28  | 0 | –  | –   | – | 24  | -28  | 0 |
| Algeciras C. F. · España           | Total club    | Total club    | 24  | -28  | 0 | –  | –   | – | 24  | -28  | 0 |
| Sestao River · España              | 2.ª FED       | 2022-23       | 21  | -11  | 0 | 2  | -1  | 0 | 23  | -12  | 0 |
| Sestao River · España              | Total club    | Total club    | 21  | -11  | 0 | 2  | -1  | 0 | 23  | -12  | 0 |
| Gimnástica de Torrelavega · España | 2.ª FED       | 2024-25       | 21  | -25  | 0 | –  | –   | – | 21  | -25  | 0 |
| Gimnástica de Torrelavega · España | Total club    | Total club    | 21  | -25  | 0 | –  | –   | – | 21  | -25  | 0 |
| Total carrera                      | Total carrera | Total carrera | 413 | -351 | 0 | 15 | -20 | 0 | 428 | -371 | 0 |
| 1.                                 |               |               |     |      |   |    |     |   |     |      |   |

| Club                       | País   | Año       |
| -------------------------- | ------ | --------- |
| C. D. Tropezón             | España | 2003-2005 |
| Real Murcia C. F. Imperial | España | 2005-2006 |
| Águilas C. F.              | España | 2006-2007 |
| Lorca Deportiva C. F.      | España | 2007      |
| Lucena C. F.               | España | 2007-2008 |
| C. D. Tropezón             | España | 2008-2009 |
| Gimnástica de Torrelavega  | España | 2009-2012 |
| C. D. Mirandés             | España | 2012-2013 |
| Deportivo Alavés           | España | 2013-2014 |
| Real Murcia C. F.          | España | 2014-2015 |
| Lleida Esportiu            | España | 2015-2016 |
| Racing de Santander        | España | 2016-2021 |
| Algeciras C. F.            | España | 2021-2022 |
| Sestao River Club          | España | 2022-     |